# Mittenothamnium isopterygioides
Mittenothamnium isopterygioides är en bladmossart som beskrevs av Jules Cardot 1913. Mittenothamnium isopterygioides ingår i släktet Mittenothamnium och familjen Hypnaceae. Inga underarter finns listade i Catalogue of Life.